# Frogger
Frogger es un videojuego publicado, originalmente como arcade, en 1981. La licencia para la distribución mundial fue de Sega/Gremlin y fue desarrollado por Konami. Frogger es un clásico de los videojuegos, que sigue siendo popular y del que pueden encontrarse muchas versiones en Internet.

## Resumen
El objetivo del juego es guiar una rana hasta su hogar. Para hacerlo, la rana debe evitar coches mientras cruza una carretera congestionada y luego cruzar un río lleno de amenazas. El jugador hábil obtendrá puntos adicionales a lo largo del camino.

## Descripción
Tiene un máximo de dos jugadores, que juegan alternadamente.
Comienza con tres ranas. El jugador guía una rana que comienza en la parte inferior de la pantalla. Hay que cruzar una calle llena de vehículos, que en varias versiones incluyen coches, camiones, autobuses, taxis y/o motocicletas. Lo siguiente es un río lleno de troncos, lagartos y tortugas. En lo más alto de la pantalla están los cinco hogares de las ranas, las metas para cada rana. En cada nivel hay tiempo, así que el jugador debe llegar lo más rápido posible, antes de que el tiempo termine.
El único control que el jugador tiene son las direcciones de la palanca de joystick. Cada una hace que la rana vaya en esa dirección. Se debe guiar a la rana evitando ser atropellado en el camino, comido por los lagartos o ahogado en el río (la rana no sabe nadar).
A mitad de camino, después de cruzar la calle, hay un lugar intermedio, donde a veces hay una serpiente, el jugador debe seguir para atravesar el río.
Brincando sobre los troncos o en los caparazones de las tortugas, el jugador debe guiar a la rana hasta los nidos vacíos. Se deben evitar lagartos, víboras y castores en el río pero puede comer insectos o acompañar una rana hembra para obtener un bonus. Cuando todos los nidos están llenos, el juego avanza al siguiente nivel, en el que los personajes se mueven a mayor velocidad.

## Legado
El juego originalmente se iba a llamar “Highway Crossing Frog”, pero los ejecutivos de Sega pensaron que no capturaba la verdadera naturaleza del juego, así que fue cambiado a Frogger. También inspiró numerosos clones, y una secuela no oficial hecha por Sega en 1991 llamada Ribbit, con juego simultáneo para dos jugadores.
Frogger es considerado como uno de los 10 mejores videojuegos de todos los tiempos según Killer List of Videogames (KLOV).
El original “Highway Crossing Frog” era de hecho una copia de un juego llamado “Freeway” desarrollado en 1971 por el departamento de psicología de la Universidad de Washington en una minicomputadora IMLAC PDS-1, considerado como parte de un proyecto relacionado con el estudio de la memoria humana a corto plazo. Al parecer alguien de Konami lo vio y comercializó.

## Adaptaciones
Como muchos juegos de la era, Frogger fue llevado a muchos sistemas caseros para uso personal. Debido a asuntos de licencia, muchas plataformas recibieron múltiples copias de Parker Brothers (en la inocencia que caracterizó a muchos en el amanecer de los videojuegos) que compró los derechos para hacer cartuchos, pero inadvertidamente no para cintas o discos, dejando a muchas compañías hacer sus propias versiones. En 1981 fue adaptado para: Timex Sinclair 1000 por la empresa Cornsoft de la mano del afamado programador Robert Pappas (Ex Microsoft actual Apple), luego en 1983 Frogger fue adaptado para: PC, Apple II, Atari 2600 (dos versiones, un cartucho de Parker Brothers y un casete de Starpath Supercharger), Atari 5200, Atari 7800, Commodore 64 (dos versiones, una desarrollada por Sega y publicada por Sierra En línea, y el otro por Parker Brothers), Commodore VIC-20, Timex Sinclair 2068, ColecoVision, Intellivision y Magnavox Odyssey. En 1984 Sega y Sierra crearon una versión blanco y negro para Macintosh. Hubo numerosas versiones no oficiales para el ZX Spectrum, incluyendo “Froggy” lazando por DJL Software en 1984. 
Existe una adaptación llamada Jumpin' Jack, hecha para el MSX, publicada en 1986 por Livewire Software.
Fue adaptado también para Newbrain bajo el nombre “Leap Frog”. Hasbro Interactive lanzó una nueva versión para Microsoft Windows y para la Playstation en 1997 (en este, la rana es verde con rayas naranjas) Frogger fue adaptado para Super Nintendo en 1998; haciéndolo la última adaptación oficial del juego en Norteamérica. Una mejorada secuela de Frogger fue desarrollada por Sega Game Gear, pero nunca fue lanzada; presumiblemente debido a asuntos legales entre Sega y Konami.
En 2005, InfoSpace unió fuerzas con Konami Digital Entertainmente para crear un juego para teléfonos móviles "Frogger for Prizes", en el cual la rana cruza los Estados Unidos compitiendo en múltiples torneos para ganar diaria y semanalmente premios. Frogger fue lanzado para Xbox Live Arcade para la Xbox 360 el 12 de julio de 2006.
Hay una adaptación en Java del juego disponible para teléfonos móviles.
En muchos de los juegos recientes (comenzado con Frogger: The Great Quest), Frogger es mostrado como bípedo, llevando puesta una camisa con un camión cruzando.
Konami también lanzó otra versión para un servicio de suscripción hecho por Apple, llamado Apple Arcade, lanzado el 19 de septiembre de 2019.

## Secuelas
A diferencia de la versión de arcade, las versiones caseras tuvieron numerosas secuelas, incluyendo:
- Froggy and the frogger (1983)
- Frogger II: Three Deep (1984)
- Frogger'93 (1993)
- Frogger (1997)
- Frogger 2: Swampy's Revenge (2000)
- Frogger: The Great Quest (2001)
- Frogger's Adventures: Temple of the Frog (2001)
- Frogger Advanced: The Great Quest (2002)
- Frogger Beyond (2001)
- Frogger's Adventures 2: The Lost Wand (2002)
- Frogger's Journey: The Forgotten Relic (2003)
- Frogger's Adventures: The Rescue (2003)
- Frogger: Ancient Shadow (2005)
- Frogger: Helmet Chaos (2005)
- Frogger Puzzle (2005)
- Frogger's 25 Anniversary (XBOX 360) (2006)
- Frogger 25th, Frogger Evolution (2006)
- My Frogger Toy Trials (Nintendo DS) (2006)
- Frogger Hop Trivia (arcade) (2007)
- Frogger Launch (2007)
- Frogger 2 (XBOX 360) (2008)
- Frogger Returns (Wii, PS3, Nintendo DS) (2009, 2010)
- Frogger Inferno (iPhone OS) (2010)
- Frogger Decades (iPhone OS) (2011)
- Frogger 3D (Nintendo 3DS) (2011)
- Frogger Free (iOS, Android) (2011)
- Frogger: Hyper Arcade Edition (Wii, PlayStation 3, Xbox 360, iOS) (2012)
- Frogger's Crackout (Windows Store) (2013)
- Frogger (Slot Machine) (2015)

## Adaptación a la televisión
En 1983, Frogger hizo su serie animada debutando en un segmento de CBS en Saturday Supercade. En la serie, la voz de Frogger lo personificó Bob Sarlatte. Después de una temporada, Frogger y el segmento Pitfall Harry fueron reemplazados por Kangaroo y Space Ace. Saturday Supercade nunca ha sido lanzado oficialmente en VHS o DVD.

## En la cultura popular
- El juego apareció el 23 de abril de 1998 en un episodio de Seinfeld (Episodio # 168 “The Frogger”). Jerry Seinfeld y George Constanza visitan un restaurante que está a punto de cerrar el cual frecuentaban cuando eran adolescentes, y descubren que aún hay una máquina de Frogger en el lugar. La marca más alta, realizada por Constanza, aún sigue grabada. Constanza compra la máquina e intenta llevarlo a su hogar sin desenchufarla, ya que ello borraría los puntos con sus iniciales GLC (en realidad, Frogger de hecho no permite registrar las iniciales de los jugadores). Después de equipar la máquina con baterías, intenta cruzar a través de un congestionado Nueva York parodiando el juego (con los mismos efectos de sonido) y termina con un choque. La puntuación de George era 863,050, aunque la marca mundial es 589,350.
- En 1982, Bucker y García grabaron una canción llamada “Froggy Lament”, usando los mismos efectos de sonido del juego, y lanzadolo en el álbum Pac-Man Fever.
- La canción “Freak Like Me” de Sugarbabes del año 2002, empieza con el sonido que se escucha cuando se inserta una moneda del juego, conocido como Froggy Lament.
- En "My Day at the Races", episodio 96 de la comedia estadounidense Scrubs, Turk revela que ha tenido sexo mientras jugaba Frogger, que era una de sus metas en la vida.
- Bad Religion también grabó una canción llamada Frogger en la cual el cantante dice "playing Frogger with my life".
- Frogger fue uno de muchos videojuegos que apareció en la caricatura Saturday Supercade. Como muchos otros, la caricatura se parece poco al juego. Según la caricatura, es un periodista buscando noticias acerca del comportamiento humano, trabaja con una rana hembra y una tortuga.
- En los MTV Movie Awards 2003, en el sketch "The MTV Movie Awards Reloaded" sale el Arquitecto (Will Ferrell), diciendo que aunque había creado a Q*Bert y Dig Dug, él no creó a Frogger pero sí el nombre, ya que iba a ser llamado “Highway Crossing Frog”.
- En un capítulo de Robot Chicken se parodia a Frogger como una versión mejorada pero deja de ser una broma cuando Frogger cruza la calle y una camioneta se estrella en un auto y explota mientras la gente pide auxilio a gritos.
- En 2006, un grupo en Austin, Texas, usa un Roomba modificado vestido como Frogger para jugar una versión en la vida real. Aunque el grupo supuso que la máquina controlada por Bluetooth sería atropellada en los primeros cruces, el Roomba modificado fue capaz de cruzar la calle 10 veces (40 carriles) y sobrevivió 15 minutos antes de que fuese atropellado por un SUV.
- En la página de "La Edad de Hielo" (Ice Age) hay una versión de Frogger llamada “Operation Acorn”. El jugador controla a Scrat y tiene que esquivar a los animales para obtener las bellotas.
- "F 4 Frogger" es el título de una extraña revisión del clásico de Orson Welles "F For Fake", llevada a cabo mediante lo que su productora define como serie conceptual de máquina de 8 bits, en lo que parece que sería un intento de establecer un diálogo entre el lenguaje cinematográfico y los lenguajes generados por nuevos medios como el videojuego.
- En el programa de TV "Pánico en el plató" crearon un juego dedicado al hijo de Isabel Pantoja, Kiko Rivera, un juego que simulaba a Frogger pero esquivaba coches con paparazzi.
- Frogger también salió en el video "Pixels" de Patrick Jean recientemente publicado en Internet, debutando casi al final cruzando una de las calles de Nueva York, justo antes de que estallara la bomba de pixeles.
- En un spot de TV de una marca de jamón de España, aparece un guiño al juego, en el que unos sapos atraviesan una autopista y hablan de la reencarnación. Uno de los sapos es atropellado por un camión y reencarna en humano.
- En un episodio de MAD se le homenajea en un sketch llamado Frog, el cazador saltarin.